# 卡米耶·胡斯曼
让·约瑟夫·卡米耶·胡斯曼（Jean Joseph Camille Huysmans，1871年5月26日—1968年2月25日），比利时记者、政治家，安特卫普市长，1946年至1947年担任比利时首相。作为比利时工党成员，胡斯曼从1905年起担任第二国际书记，并于当年与来访的中国革命家孙中山会面。。第二次世界大战期间流亡英国伦敦，参与组建比利时流亡政府和抵抗纳粹德国的运动。1947年保罗-亨利·斯巴克担任首相期间出任比利时教育大臣。